# Ismene Krishnadath

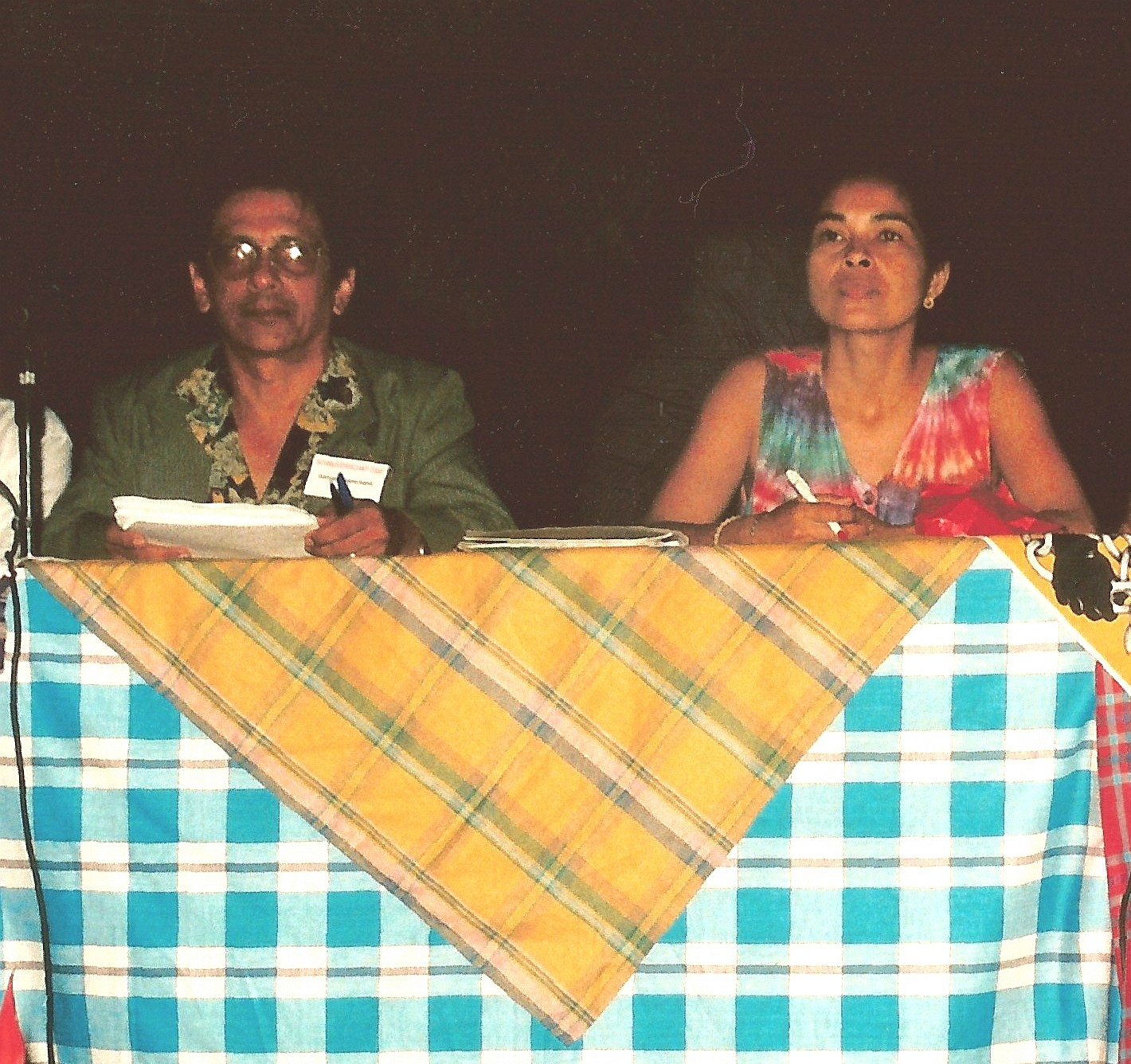
Ismene Krishnadath met de Trinidadiaanse criticus Kenneth Ramchand op het congres Schrijverschap 2000, nationaal of internationaal, in Paramaribo, juli 1997

Ismene Shakuntal Debi Krishnadath (Paramaribo, 25 januari 1956) is een Surinaams schrijfster.

## Leven
Ismene Krishnadath woonde van haar zesde tot haar twaalfde in Utrecht. In Paramaribo volgde ze het MULO en de Algemene Middelbare School, vervolgens studeerde ze aan de Utrechtse universiteit onderwijskunde. In 1979 keerde ze naar Suriname terug. Tien jaar lang was ze als pedagogiekdocent verbonden aan verschillende leerkrachtopleidingen; vanaf 1990 koos ze als consultant voor een vrijere invulling van haar beroep. Ze maakte deel uit van de beweging voor progressief onderwijs Kenki Skoro [Verander het onderwijs] en schreef met Dayenne Angel een onderwijshandleiding. In 1989 startte Krishnadath een uitgeverij en bureau voor grafische opdrachten: Publishing Services Suriname, en een uitgeverij voor boeken voor kleine kinderen: Lees mee. Vanaf dat jaar verscheen er een stroom aan kinder- en jeugdboeken die merendeels waren geïllustreerd door Gerold Slijngard. Zij ontving de Staatsprijs voor Jeugdliteratuur over de periode 1989-1991. Krishnadath schreef overigens ook voor volwassenen. Zij is de huidige voorzitter van de Surinaamse Schrijversgroep ’77.
Begin 2011 werd haar de Henri Frans de Ziel Cultuurprijs toegekend voor haar inzet voor het literaire leven in Suriname. In 2023 werd haar ze met Elke stem telt beloond met de derde prijs tijdens de Donner Schrijfwedstrijd.

## Werk
Ismene Krishnadath schrijft in verzorgd en soepel Surinaams-Nederlands met een fantasie die met groot gemak Surinaamse elementen verbindt met zaken van buiten de grenzen, tot en met fantasy toe. Krishnadath creëert identificatiefiguren voor het Surinaamse kind, de verhaalfiguren leven volgens bepaalde principes, maar nadrukkelijk moralisme is haar vreemd: zij beseft dat een kind ook in fantasiefiguren als Batman of Donald Duck kan kruipen omdat die rechtvaardig of simpelweg grappig zijn. In de Surinaamse context is Anansi zo voor haar een ideale verhaalfiguur die op humoristische wijze een vorm van vooruitgangsoptimisme kan uitdragen.

## Boeken

### Voor kinderen
- De flaporen van Amar (1989)
- Nieuwe streken van koniman Anansi (1989)
- Lees mee (1989-91; 4 dln), waarvan met afzonderlijke titel:
  - Mier-na de mier-in (1990)
  - Gevoelens (1991)
- Bruine bonen met zoutvlees (1992)
- Het zoo-syndroom: een Anansiverhaal (1992)
- De vangst van Pake Djasidin (1992)
- Veren voor de piai (1992)
- Reken mee (1993)
- Seriba in de schelp (1996)
- De groene fles (1997)
- B'Anansi keert terug naar de eenentachtigste afslag (1997)
- De opdracht van Fodewroko (2001)
- De legende van Çakuntela van het Groene Continent (2004)
- Kook mee; een kook- en verhalenboek voor meisjes én jongens 8-15 jaar (2006)
- Meer dan Anansi. Surinaamse kinder- en jeugdliteratuur (2024)

### Voor volwassenen
- Didaktische werkvormen voor het voortgezet onderwijs (1987; met D. Angel & M. v. Leeuwaarde)
- Paulo Freire; een bijdrage voor de Surinaamse onderwijsleerkrachten (1988; met D. Angel)
- Lijnen van liefde (1990; roman)
- Handleiding voor het onderwijzen (1990; met D. Angel)
- Vrouwenbundel (1993; bloemlezing, redactie)
- Satyem (1995, roman)
- Indo-ethnic roots and… [more]: Reflections on the non-ethnic orientation of Surinamese writers and their contribution in defining the concept of Caribbean identity. Van hindostaanse herkomst en… [lees verder]: De niet-etnische oriëntatie van Surinaamse schrijvers en hun bijdrage aan de definiëring van het concept van Caribische identiteit. (2008, essay)

Zij droeg ook bij aan de Engelstalige bloemlezing uit de Surinaamse literatuur Diversity is power (2007).

## Over Ismene Krishnadath
- Michiel van Kempen, Een geschiedenis van de Surinaamse literatuur. Breda: De Geus, 2003, deel II, pp. 966, 1034-35, 1060, 1192-96.
- Michiel van Kempen, 'Ismene Krishnadath: de enige bekroonde Surinaamse schrijfster van jeugdboeken.' In: Literatuur zonder leeftijd, jrg. 22 (2008), pp. 83-99 (met bibliografie). [Ook in DBNL  https://www.dbnl.org/tekst/_lit004200801_01/_lit004200801_01_0038.php]
- Joke Gerritsen over Krishnadath op literatuurgeschiedenis.org